# 미사와 준이치
미사와 주니치(일본어: 三澤 純一, 1985년 5월 21일 ~ )는 일본의 전 축구 선수이다.

## 구단 경력
과거 베갈타 센다이, FC 류큐에서 활동하였다.